# Dingnäset
Dingnäset  är en småort i Umeå kommun. Orten ligger direkt nordväst om Degernäs, cirka 6 kilometer söder om centrala Umeå.